# Gmina Durrës
Gmina Durrës (alb. Bashkia Durrës) – gmina miejska w zachodniej Albanii, administracyjnie należąca do obwodu Durrës. W 2011 r. populacja gminy wynosiła 175 110 mieszkańców, z czego Albańczycy stanowili 78,41%, Grecy 0,40%, zaś Arumuni 0,29%. Siedziba gminy znajduje się w mieście Durrës.